# Bollène
Bollène é uma comuna francesa na região administrativa da Provença-Alpes-Costa Azul, no departamento de Vaucluse. Estende-se por uma área de 54,03 km². Em 2010 a comuna tinha 13 740 habitantes (densidade: 254,3 hab./km²).